# HTP
Zkratku HTP (High Torque Performance) lze volně přeložit jako motor s vysokým kroutícím momentem. Označuje motory s velmi plochou křivkou kroutícího momentu. 
Příznivé hodnoty krouticího momentu jsou dosahovány již při nízkých otáčkách.

## Motory HTP u vozů Škoda
Automobilka Škoda zkratkou HTP označuje své tříválcové motory. Motory HTP jsou ve výrobě od roku 2002, od roku 2007 byl zvýšen výkon o 4 kW u obou verzí. Modernizací prošel motor v roce 2009, kdy se obě výkonové varianty začaly vyrábět jako dvanáctiventilové. Agregát je výrobně řešen jako, do budoucna, „bezúdržbový“, protože jeho rozvody pohání rozvodový řetěz. Motor se dodával do automobilů Škoda Fabia, Škoda Roomster, Škoda Rapid (pod označením 1.2 MPI), VW Fox, VW Polo, Seat Ibiza a Seat Cordoba. 
Motory 1,2 HTP byly vyvinuty firmou Škoda Auto a.s. ve spolupráci s koncernem VW na konci devadesátých let. Jako základ posloužila motorová řada EA 111, přičemž konstruktér zvolil jednoduchou cestu sdílení komponent. Motor tedy vznikl odebráním jednoho válce z jednotky 1,6 16V 77 kW, vrtání a zdvih pístů zůstal stejný (76,5 x 86,9 mm). Jiná je samozřejmě i kliková hřídel se zdvihy posunutými o 120°. Aby byl chod tříválce prostý silných vibrací, pod klikovou hřídelí v bloku motoru nalezneme protiběžný vyvažovací hřídel. Tím se však motor nezbavil vibrací úplně. Místo rozvodového řemene nalezneme u HTP řetěz s hydraulickým napínákem, hydraulické podpěry vahadel zde nechybějí.

### Modifikace motorů
Od roku 2002 (ve VW Polo však dříve) do roku 2004 byly v nabídce motory s typovým označením AWY (40 kW) a AZQ (47 kW). Po jejich modernizaci v roce 2004 (jiná hlava válců s většími roztečemi kanálů a jinak řešeným větším katalyzátorem)se nabízely modifikace BMD (40 kW) a BME (47 kW), v r. 2006 přišla BME o EGR ventil. Do Škody Fabia II. a VW Polo se v roce 2007 dostaly inovované verze značené BBM (44 kW) a BZG (51 kW) s výkonem vyšším o 4 kW. Od roku 2009 se obě varianty motoru nabízejí standardně se dvěma vačkovými hřídelemi (HTP 12 V) a rozdílem je pouze modifikovaný SW řídicí jednotky Siemens Simos – mezi další změny provedené na motoru patří: tichý ozubený řetěz a s tím modifikace rozvodového systému a motor nově plní emisní předpis EURO 5. Nechybí ani upravené olejové čerpadlo. Takto vybavené motory jsou značené CGPA, případně CGPB v případě 44 kW verze. V roce 2012 se modifikace tohoto motoru s výkonem 55 kW dostala i do Škody Rapid, již však pod označením MPI.